# 李庄乡 (商丘市)
李庄乡，是中华人民共和国河南省商丘市梁园区下辖的一个乡镇级行政单位。

## 行政区划
李庄乡下辖以下地区：
李庄村、关庄村、曹楼村、牛庄村、潘堂村、邓庄村、蒙墙寺村、裴武庄村、史庄村、潘南街村、潘北街村、郑阁村、高楼村、刘集村、沈楼村、沈集村、朱楼村、张楼村、陈菜元村、郑靳庄村、赵各村、李梅楼村、毕大庄村、乔庄村、秦小庄村和邓斌口村。